# Circle D-KC Estates
Circle D-KC Estates – jednostka osadnicza w Stanach Zjednoczonych, w stanie Teksas, w hrabstwie Bastrop.